# Mai 68 en Auvergne
Les événements de mai-juin 1968, ou plus brièvement Mai 68, désignent une période durant laquelle se déroulent, en France des manifestations étudiantes, puis un peu partout sur le territoire des grèves générales ou des sauvages, l'Auvergne se montrant particulièrement active, après avoir joué un rôle précurseur chez les étudiants et lycéens.
L'historiographie de Mai 68 et ses développements des années 1990 a mis au jour un grand nombre d'événements liés à Mai 68 sur l'ensemble du territoire français, en particulier dans les résidences universitaires de nombreuses villes de province, avec à Clermont-Ferrand comme à Nantes des protestations massives dès le début de l'hiver 1967-1968, dans ce qui a ensuite constitué le plus important mouvement social de l'histoire de France du XXe siècle.

## Les prémices

### La situation sociale en Auvergne
En 1965, l'AGEC (Association générale des étudiants de Clermont ), affiliée à l'UNEF, fait diffuser un tract intitulé « Pour la paix au Vietnam ». Après Bordeaux, la capitale auvergnate compte parmi les premières villes en France à s'engager contre le conflit militaire entre les États-Unis et le Vietnam du Nord. C'est l'époque où les effectifs explosent en seulement deux ans (+45%). Dans les universités de à Clermont-Ferrand, 7 780 étudiants sont inscrits en 1964 puis plus de 11.000 en 1966 et plus de 12.200 à la rentrée de 1967, dont plus de la moitié en droit, sciences et sciences économiques. En 1968, 28 % des étudiants clermontois sont boursiers, contre 18 % pour la moyenne nationale. Ces jeunes aux moyens limités vont protester les premiers contre le coût des études et pour leur démocratisation. Un quart d'entre eux viennent de familles agricoles ou ouvriers et employés. Les enseignants, qui veulent une démocratisation de l’Université dans la ligne du plan Langevin-Wallon , constatent un  taux d’échec très élevé en 1re année, avec seulement 15 % de réussite pour les nouveaux étudiants , ou encore de 28 % avec les redoublants en sciences  . 
Déjà en 1966 et 1967, l’AGEC se mobilise pour la construction d’un deuxième restaurant universitaire dans la ville, qui ne sera finalement ouvert à la cité U Dolet qu'à la rentrée universitaire 1968-1969. À Clermont-Ferrand, l’ouverture du lycée mixte, futur lycée Ambroise-Brugière, le 24 septembre 1967, près de 8 ans après la demande du conseil municipal  permet d'accueillir 750 lycéen des quartiers populaires à proximité des cités ouvrières Michelin.
La part des fils d’ouvriers est beaucoup plus forte à Clermont-Ferrand qu’à l’échelle nationale.
Les années 1960 marquent, au-delà d’une simple augmentation des effectifs étudiants, une nouvelle phase dans l’ouverture de l’Université aux milieux populaires. Cette situation a été mise en évidence dans un ouvrage de 2004 de Louis Gruel
. Dans cette étude, qui met en rapport sociologie étudiante et « intensité » des événements de 1968 à l’échelle locale, Louis Gruel distingue l’université de Clermont-Ferrand. Selon lui, elle présente en 1968 des particularités concernant le « recrutement » étudiant : elle appartient aux cinq universités ayant les taux d’étudiants « d’origine supérieure » les plus faibles.

### Réforme Fouchet et croissance des effectifs
En mars 1967, le bureau universitaire de statistique et de documentation scolaires et professionnelles détaille le schéma du nouveau régime des études 1966-1967 1966, qui va nourrir les contestations étudiantes, en particulier en Auvergne. Le document montre que la France compte entre 400 000 et 475 000 étudiants, en raison de deux phénomènes, une durée des études plus longue et le baby-boom, très net dans la région. 
La réforme de l’université, lancée par le ministre de l'éducation Christian Fouchet pour y faire face et concrétisée par le décret du 22 juin 1966, est décrite par le premier ministre Georges Pompidou comme une "révolution" mais le manque de moyens qui semble l'accompagner déclenche inquiétude puis colère dans l'année qui suit, le gouvernement étant soupçonné de vouloir stopper cette croissance des effectifs en créant de fait des barrages, car la réforme créé les trois étapes DEUG, licence et maîtrise.
Cette crainte de la sélection sans vrais critères objectifs grandit sur fond de développement de la pratique des examens partiels, et de critique du pouvoir arbitraire des "mandarins", les professeurs en chaire qui constituent une minorité aux pouvoir jugés parfius excessifs sur les autres enseignants.

### Montée des groupes militants
À Clermont-Ferrand, le Premier ministre Georges Pompidou vient inaugurer l’École des Impôts  en septembre 1967 et l'UNEF auvergnate appelle à participer à la manifestation de la CGT contre sa venue car elle s'oppose à « la réforme en gestation mais aussi parce que la liaison avec le monde ouvrier était une orientation politique », selon son président local. 
Au début octobre 1967, Christian Nény, militant trotskiste du Comité de liaison des étudiants Révolutionnaires (CLER) se fait élire président de l’Amicale de Sciences des étudiants de la ville. Son charisme et ses bonnes relations avec des étudiants catholiques progressistes et d'autres proches du PSU lui permettent dans la foulée de devenir président de l'AGEC (Association générale des étudiants de Clermont), affiliée à l'UNEF. 
Du côté de la faculté de Lettres, une liste d'alliance  menée par deux militants de la FGDS, Jean- Pierre Phelouzat  et Maurice Adevah-Pœuf, du département d'histoire-géographie, futur député-maire socialiste de Thiers, allié à Élie Carasso, étudiant en philosophie et autre militant du CLER en 1968, remporte les élections au bureau de l'UNEF.
Côté enseignants, environ 12 ans après sa création à Clermont, les effectifs locaux du SNESUP ont été multipliés par 10 à 20 grâce à « la défense des assistants et des maîtres assistants recrutés massivement au début des années 60 » , pour lesquels le syndicat avait obtenu un statut , et au soutien aux luttes contre la guerre d’Algérie puis du Vietnam  , en autorisant une double affiliation pour les adhérents du syndicat autonome  . À la fin de la Guerre d'Algérie, la crainte « d'un coup d'état militaire et de l'instauration d'un régime fasciste » permet à ce syndicat d'enclencher une dynamique d'union des syndicalistes enseignants dans la ville  . Tous les trimestres, le doyen de la faculté des sciences, réunit l’assemblée des enseignants pendant 3 à 4 heures au cours desquelles  les assistants et maitre-assistants n'ont droit qu'à deux minutes de parole , mais la bonne volonté de certains professeurs titulaires de chaire   permet un vrai débat dans des assemblées de département , tandis que les étudiants proposent de leur côté une cogestion, dans des structures paritaires étudiants-enseignants .

### Octobre 1967, la gaffe du ministre à l'inauguration de la faculté des lettres
Lors de la rentrée universitaire 1967-1968, le 15 octobre 1967, la nouvelle Faculté des Lettres de Clermont-Ferrand est inaugurée par Alain Peyrefitte, ministre de l'Éducation nationale depuis le printemps, avec le premier ministre Georges Pompidou. Dans leurs discours, ils annoncent des mesures de sélection à l'entrée de l'enseignement supérieur, pour la rentrée suivante, en octobre 1968, tout en restant imprécis sur les mesures prévues, ce qui déclenche de l'inquiétude chez les lycéens des classes terminales mais aussi chez les étudiants des deux premières années qui y voient une menace de se voir interdire par la sélection aux modalités encore inconnues de poursuivre leurs études après le DEUG. Ils craignent en particulier une sélection sociale insidieuse alors que le livre Les Héritiers, livre de Passeron et Bourdieu, paru trois ans plus tôt, connait un succès grandissant en dénonçant l'accès très limité des enfants des classes populaires à l'enseignement supérieur.

### Novembre 1967, la grève de la faim de quatre étudiants
Le 6 novembre 1967, quatre étudiants clermontois  entament une grève de la faim pour dénoncer le manque de places au restaurant universitaire de Clermont-Ferrand, en soulignant que seulement un tiers des 13000 bénéficiaires potentiels de la ville peuvent y entrer. Trois jours plus tard, les étudiants auvergnats participent à la première vague de manifestations, dont une réunit plusieurs milliers d'étudiants à la Sorbonne, à Paris, contre la « Réforme Fouchet-Capelle », qu'ils accusent de vouloir instaurer la sélection pour pallier la l'inadaptation des universités à la croissance des effectifs.
Une 1963, une première « Réforme Fouchet-Capelle » avait créé les collèges d'enseignement secondaire pour unifier les divers enseignements du premier cycle du secondaire (6e à la 3e).  
Le jeûne dure neuf jours et le 15 novembre les 4 étudiants sont soutenus par une grande manifestation clermontoise, devenue lieu symbolique de la contestation de la réforme Fouchet. 
Un mois plus tard, Renée Laborie, étudiante proche du CLER, organise une réunion de l’Amicale des Étudiants des Cités Universitaires de Clermont-Ferrand (AECUC) dont elle est présidente. Avec ses amis, elle rédige et fait voter une motion à envoyer aux autorités, qui reprend le combat de février 1967 dans d'autres résidences. La motion est titrée « Pour la liberté de visite en cité U et pour un traitement égal entre garçons et filles »,.
À la fin de la réunion, pour illustrer cette motion, il est décidé que le pavillon des garçons sera symboliquement envahi par les filles, initiative qui sera répétée par les résidentes de Nantes le 23 janvier suivant. Aucun dégât n’est déploré au cours de cette action pacifique, effectuée par surprise.

### L'accélération en février et mars 1968
À la fin du mois de février 1968, un tract de l'AGEC-UNEF appelle à la grève des loyers à partir du 1er mars contre la hausse des loyers et le plafonnement à trois ans, pour la plupart des résidents, du droit à rester dans sa chambre mais aussi  contre le règlement intérieur qui « bafoue l’aspiration des résidents à leurs libertés fondamentales ». L'UNEF auvergnate veut danc tract la création de groupes de discussions sur les « problèmes de la vie sociale » . Au même moment ou presque à Clermont-Ferrand aussi se tient le 8 mars 1968, un meeting pour l'aide au Vietnam.  
Dans la foulée, la Fédération des étudiants en résidence universitaire de France (FRUF), l’AGEC et de l’AECUC organisent le 14 mais, quasiment main dans la main, un boycott des restaurants universitaires, mais aussi un meeting à la cité universitaire de Dolet et un défilé dans la ville puis devant le CROUS  de Clermont-Ferrand, suivis d'une journée d’action « pour le changement de règlement intérieur de la cité U » qui réunit «centaines d’étudiants ».
Puis le 28 mars, 350 étudiants en premier cycle de Sciences, soit près de 80 % des effectifs, débrayent spontanément et demande une entrevue au doyen « pour protester contre le manque d’encadrement et de locaux, la surcharge des programmes de premier cycle et le manque d’information sur les conditions d’examens ».
Le 28 avril, près de 300 étudiants de Lettres prennent part à la mobilisation contre « la sélection » annoncée par la réforme Fouchet. À ce problème de fond, s'ajoutent des déconvenues matérielles car si la faculté de Droit vient de s’agrandir de nouveaux locaux – ceux dits de La Rotonde – les étudiants de sciences dénoncent solennellement le manque de professeurs.

### Le week-end des 4 et 5 mai
En "une" du grand quotidien régional La Montagne  dès le dimanche 5 mai,  un gros titre « Les étudiants de l'UNEF lancent un ordre de grève générale à partir de demain ». À Clermont-Ferrand, en Lettres et en Sciences, les futurs grévistes s'organisent pendant tout le week-end: ils vont chercher des vieux draps dans les hôtels et des fins de bobineaux de papier du journal La Montagne. La grève prend en Lettres et Sciences, mais les cours continuent de Droit et de Médecine, ou à l’École supérieure de Commerce et à l’École des Impôts. 
Alors que « dans les universités de province, la journée du 6 mai est l’occasion d’une concertation et d’une diffusion de l’information plus que d’action », dans la capitale auvergante elle prend un aspect avant-gardiste.
Le 6 mai au matin, l'AGEC prend contact avec les organisations syndicales ouvrières et d'enseignants afin de proposer une unité d’action. La CGT « n’accepte pas de participer à la manifestation mais envisage cependant d’adresser un message » de solidarité aux étudiants où le syndicat dénonce « les agissements de certains groupuscules anarchistes qui font le jeu du Gouvernement ». 
Un tract est distribué auprès des ouvriers des usines Michelin. Le mouvement réunit près de 4 500 grévistes sur 12 000 étudiants grâce aux piquets de grève dans les facultés de Lettres (100 % de taux de grève) et de Sciences (80 % du 2e cycle).
Près de 600 étudiants assistent au meeting à la faculté de Lettres pour la libération des étudiants encore détenus et la réouverture des facultés. La manifestation réunit ensuite 500 étudiants, derrière une banderole "Libérez nos camarades",  le quotidien La Montagne en dénombrant moins de 1 000. Elle s’arrête près de l’usine Michelin à 17h30, pour la sortie des ouvriers et un peu plus tard les éléments les plus modérés refusent de manifester devant la Préfecture, où ils ne sont plus que 350, le rapport des Renseignements généraux, soulignant « l’excellence du service d’ordre mis en place par la FER et dirigé par Michel Poix »1, étudiant de l’IREPS.
Vers 17 heures, devant l’entrée de la faculté de Droit, un piquet de grève venant de la faculté de Lettres s’est heurté à un groupe d’étudiants et une porte d’entrée en verre a été brisée.
Un meeting réunit 600 personnes, prévu à 17 heures, présidé par Jean-Louis Roussely, trotskiste de 24 ans, étudiant en sciences et président de l'AGEC, avec Michel Capestan, professeur de chimie et de la section syndicale du SNesup , Adevah, pour les étudiants de la FGDS, Besson, pour les étudiants socialistes unifiés et Neny. Les manifestants se dispersent incident, malgré la présence proche d'un groupe d'une vingtaine d'étudiants de droite et d'extrême-droite.
Le lendemain, un deuxième meeting de l'UNEF réunit 1 000 personnes de plus, avec les étudiants du PSU et  la section départementale CFDT du Puy-de-Dôme, qui annonce qu’elle participera désormais aux actions étudiantes, mais  il est « concurrencé » par la première « contre-manifestation » de la FEC rassemblant 300 étudiants de la faculté de Droit devant la faculté de Lettres qui scandent « l’UNEF à Moscou ».  Le lendemain,  le doyen de la faculté, M. Vian est interviewé par les journalistes. La FEC et la FEN appellent toutes les deux à la « résistance face aux marxistes » et multiplient les actions, notamment lors du rassemblement de 500 personnes organisé par l’AGEC devant la cité universitaire de Clermont-Ferrand, au cours de laquelle l'intervention d’un « commando » d’Occident venu de Paris provoque l'émotion.

### Le 11 mai
Au soir du 9 mai, un meeting intersyndical se tient place de la Liberté à Clermont-Ferrand, à l’appel des étudiants. Quatre cents personnes, parmi lesquelles des jeunes ouvriers, y écoutent les discours de Jean-Louis Roussely et Pierre Estienne. Un des leaders UEC critique « l’exclusion de la tribune » de son groupe. La journée finit par un « comité intersyndical » à la Maison du peuple qui décide de fixer et organiser un « grand rassemblement unitaire »  le 11 mai à Clermont-Ferrand qui va réunir 2 000 personnes selon la police et 4 000  selon la presse, place des Salins. Le discours de Jean-Louis Roussely est suivi par ceux du SNES, SNESup, SNI, CGT, CFDT, PC, FGDS et PSU. Puis une grande manifestation cingle vers la Préfecture du département, sans aucun incident. On y entend cependant « de Gaulle assassin » ou « CRS SS ». Le Préfet reçoit une motion contre la répression,
Le 11 mai se traduit, selon les entretiens menés par les historiens, par une rencontre qui se veut même « jonction » entre jeunes ouvriers et étudiants, qui se poursuit dans les manifestations, les assemblées générales mais aussi les cafés, bals ou la coopérative Michelin. Les étudiantes, selon les jeunes ouvriers « facilitent » cette communication.   
La FER, qui contrôle l'AGEC, veut lors d'une réunion à la faculté de Sciences, dans l’amphithéâtre Waltz, la création d’un « comité de grève générale local », mêlant étudiants et ouvriers. CFDT et CGT refusent de s'y joindre mais la FER continue avec le 15 mai une réunion à la Maison du peuple, où Christian Nény et Christian Bresson, secrétaire national de la FER, interviennent devant près de 100 personnes, dont une soixantaine d’étudiants et une trentaine d’ouvriers de chez Michelin. Puis le 17 mai, l’AGEC fait voter par 2 000 étudiants réunis à l’initiative des amicales de Lettres et de Sciences une motion visant « à mettre la pression sur la faculté de Droit ».
Les examens  y sont fixés du 2 au 5 juin, les cours terminés et du coup le site est occupé dès le lendemain par les étudiants d'autres facultés, comme cela sera fait à Marseille par le Mouvement du 11 mai après Mai 68. La section de la Fédération des étudiants nationalistes (FEN) de Clermont, condamne cette initiative dès le 17 mai lorsqu'elle est évoquée et participe même avec la FNEF à la « résistance » contre l’occupation

### Les suites de la manifestation du 13 mai
Le 14 mai, Christian Nény, à qui on reproche l’attitude de la FER durant la manifestation du 13 mai la veille, est « expulsé » d'un amphithéâtre sous les huées à l'initiative de Jean-Paul Roche, leader des étudiants du PSU.  Il fait voter une motion de blâme contre le bureau de l’AGEC. Du coup, Jean-Louis Roussely et Christian Nény quittent l’amphi, avec une cinquantaine de sympathisants. On les accuse d'avoir tenté de ramener le cortège à la Préfecture au cours de la manifestation du 13 mai, contre les engagements pris auparavant, selon le socialiste Roger Quilliot, qui sera plus tard maire de la ville. Le président des Jeunesses socialistes et Jean-Paul Roche prennent alors la direction d'un « comité directeur provisoire » élu le 23 mai et composé de quatre PSU, 1 PS et un PCMLF (maoiste). Juste après, Jean-Louis Roussely publie un communiqué dénonçant le fait que la réunion de l’assemblée s’est faite « hors statuts », via un « Comité de coordination » taillé sur mesure et non par la majorité des différentes amicales, par discipline, composant l'UNEF de Clermont-Ferrand. Deux jours après, le Rectorat de l’académie de Clermont-Ferrand déclare les décisions du 23 mai invalides car prises, selon lui aussi, « hors statuts ».

### La grève dans les entreprises
En Mai 68 à Clermont-Ferrand, les salariés des grandes industries se révoltent plus rapidement qu’ailleurs, avec une première journée d’action chez Michelin, le 6 mai, puis la grève dans l'usine Sud Aviation le 14 mai. Le comité d'action du collège d'enseignement technique de Belle Ombre de Clermont-Ferrand, au recrutement très populaire, est le plus actif dans la jonction entre lycéens et ouvriers. Formant des ouvriers et techniciens de l’industrie pneumatique, il est souvent appelé « l’école Michelin » et tout proche du siège Michelin de Clermont-Ferrand mais aussi de l’usine des Carmes, boulevard Jean-Baptiste Dumas. Un tract CGT-CFDT du 18 mai 1968 lance un appel aux salariés de cette usine Michelin à rejoindre le mouvement de contestation. Son texte établit un parallèle entre les aspirations communes à la formation, dans les deux univers:
« Nous avons compris que les attaques gouvernementales et patronales portées à la jeunesse constituaient le début de la destruction du mouvement ouvrier et de ses organisations. Nous avons décidé qu’il était temps de réagir et de riposter énergiquement contre la réforme Fouchet et son complément, la loi sur la Formation Professionnelle en menant une bataille pour la défense du CAP et la défense de la qualification. Nous avons préconisé le rassemblement des jeunes travailleurs de chaque atelier afin qu’ils se réunissent, discutent et décident eux-mêmes des actions qu’ils envisagent ».
Les employés et ouvriers auvergnats commencent à débrayer autour du 20 mai, dans le sillage des salariés de l'usine Michelin, chez qui le taux de grévistes va de 20 à 60% suivant les services. Selon La Montagne, le 20 mai, « la grève générale et illimitée a été votée par la totalité des ouvriers ». 
Selon La Montagne du 21 mai, « près de 40 000 salariés sont en grève à Clermont-Ferrand et dans le département ». Le maire socialiste de Clermont-Ferrand, Gabriel Montpied, fait voter une aide particulière aux grévistes, toutes catégories confondues. Le 20 mai, le personnel municipal et 22 000 salariés Michelin entrent dans la grève après des appels intersyndicaux CFDT-CGT. Le 22 mai, toute l’agglomération est paralysée .

#### Mai 68 en général
- Historiographie de Mai 68
- Mai 68
- Histoire de l'anarchisme
- Chronologie des événements de mai - juin 1968

#### Autres déclinaisons régionales de l'événement
- Mai 68 en Provence
- Mai 68 à Lyon
- Mai 68 à Toulouse
- Mai 68 à Nantes
- Mai 68 à Caen